# Tachicardia di Coumel
La tachicardia di Coumel è anche detta tachicardia permanente reciprocante giunzionale. Si tratta di una tachicardia da rientro a-v da via accessoria anomala lenta con conduzione retrograda.

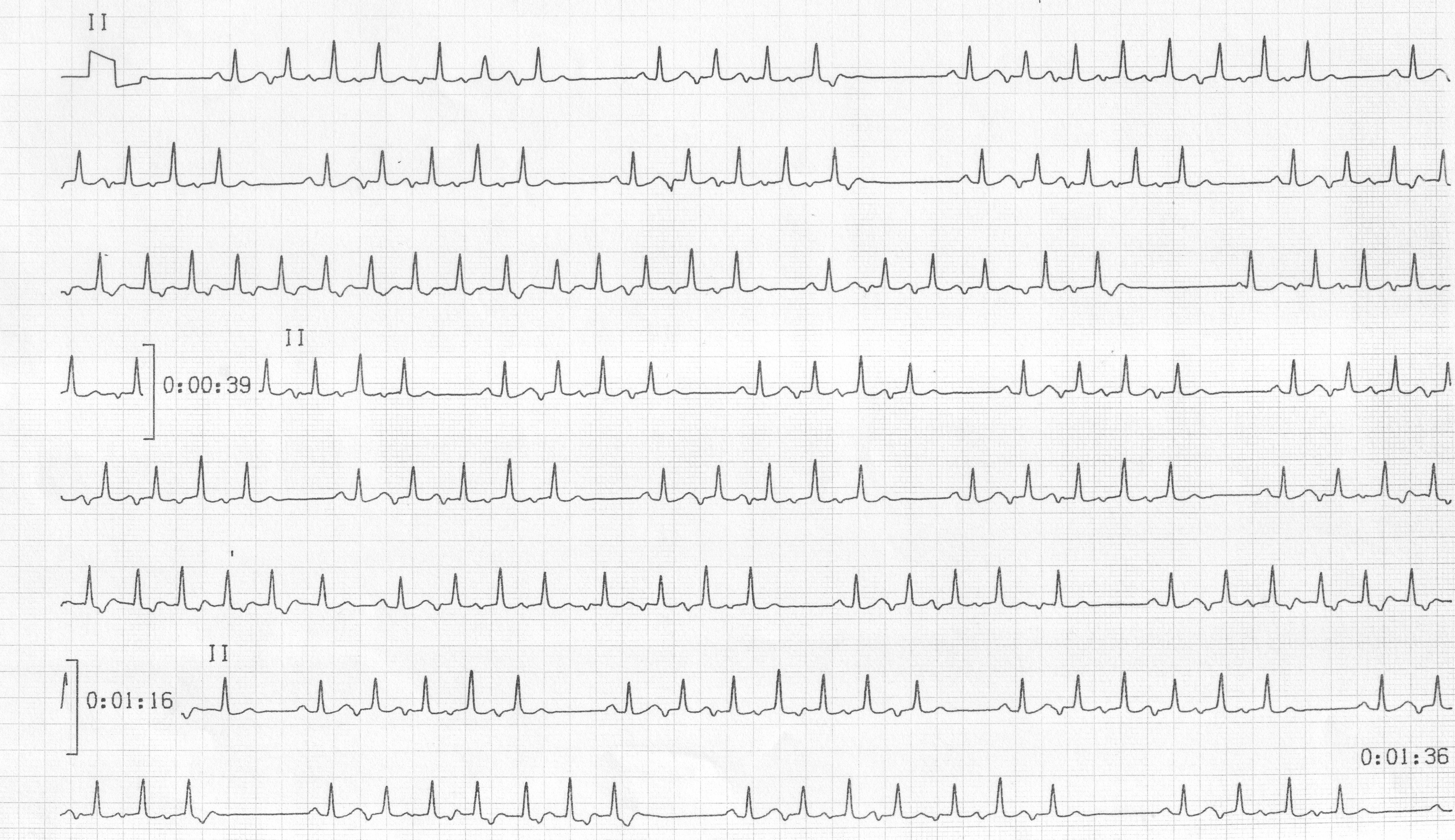
Tachicardia di Coumel: registrazione prolungata di DII

Deve il suo nome all'aritmologo francese Philippe Coumel (1935-2004) che l'ha descritta come entità a sé stante nel 1967.
Era però già stata segnalata nel 1927 da Gallavardin e Veil.

## Clinica
Si tratta di un'aritmia sopraventricolare rara.
Le sue caratteristiche cliniche sono:
- Non ha un andamento parossistico, ma cronico e “incessante” o permanente (ogni interruzione è seguita dalla ricomparsa della tachicardia dopo pochi battiti sinusali). I run possono essere di varia durata.
- Si riscontra più comunemente in età infantile o giovanile[6][7], a volte in donne in gravidanza.
- I sintomi possono essere palpitazioni, dispnea e astenia.
- Può condurre a un quadro di “tachi-cardiomiopatia”, cioè a una cardiomiopatia dilatativa causata dall'alta frequenza cardiaca persistente per anni (prevalenza tra il 20 e il 50% dei casi)[8].

## Elettrofisiologia
Da un punto di vista elettrofisiologico è causata da un circuito di rientro costituito da un percorso in senso anterogrado attraverso il sistema nodo-hissiano e in senso retrogrado attraverso una via accessoria atrio-ventricolare occulta a sede parasettale posteriore, a bassa velocità di conduzione e con proprietà decrementali. La via accessoria responsabile della tachicardia di Coumel ha quindi caratteri simili a quelli del nodo AV, cioè conduzione frequenza-dipendente.
Raramente la via occulta retrograda può avere altra sede (posteriore o laterale destra o laterale sinistra). Ovviamente in questi casi la morfologia dell'onda P è differente.
L'innesco e l'interruzione dell'aritmia non è determinato da un battito prematuro, ma da variazioni critiche del ciclo RR, cioè per valori della frequenza cardiaca ai quali il fronte di attivazione trova la via retrograda decrementale al di fuori della refrattarietà. Da ciò l'andamento incessante o iterativo.

## Elettrocardiogramma
L'elettrocardiogramma di superficie è caratteristico. L'attivazione atriale retrograda si manifesta caratteristicamente con onde P negative e profonde in D2, D3, aVF e positive in aVR e aVL (asse -90°). Le P sono negative anche in V6.
L'intervallo RP' è di poco inferiore a P'R (a causa della bassa velocità di conduzione attraverso la via anomala, l'attivazione degli atri è molto ritardata rispetto a quella dei ventricoli, e di conseguenza l'intervallo R-P è molto più lungo rispetto alla tachicardia da rientro nodale. 
Il rapporto atrio-ventricolare è obbligatoriamente 1 a 1, perché l'atrio e il ventricolo sono parte del circuito.
Il QRS conserva la morfologia normale.
La diagnosi elettrocardiografica differenziale va fatta con tutte le tachicardie sopraventricolari con intervallo RP' lievemente inferiore all'intervallo P'R: la tachicardia sopraventricolare da rientro fast-slow o slow-slow, le tachicardie atriali ad origine nella zona del seno coronarico.

## Terapia
Le manovre di stimolazione vagale (ad esempio il massaggio del seno carotideo) interrompono la tachicardia ogniqualvolta inducono il blocco AV. 
La terapia farmacologica (in genere si usa la digitale, il betabloccante nadololo o l'antiaritmico di classe III amiodarone, che rallentano la velocità di conduzione nel nodo a-v o nella via retrograda) è scarsamente efficace, consentendo per lo più di rallentare la frequenza della tachicardia (aumento dell'intervallo R-R) rendendola sopportabile.
La terapia risolutiva è l'ablazione transcatetere della via accessoria, non sempre agevole per la complessità anatomica della regione parasettale posteriore.